# Martin Jiránek
Martin Jiránek, né le 25 mai 1979 à Prague, est un footballeur international tchèque. Il évoluait au poste de défenseur.

## Carrière

### En club
- 1996-1999 : Bohemians Prague -  Tchéquie
- 1999-2000 : FC Slovan Liberec -  Tchéquie
- 2000-2004 : Reggina Calcio -  Italie
- 2004-2010 : Spartak Moscou -  Russie
- 2010-2011 : Birmingham City -  Angleterre
- 2011-2013 : Terek Grozny -  Russie
- 2013-2016 : Tom Tomsk -  Russie
- 2016-2017 : 1.FK Příbram -  Tchéquie
- 2017-2018 : Dukla Prague -  Tchéquie

### En équipe nationale
Il a honoré sa première sélection le 21 août 2002 à l'occasion d'un match contre l'équipe de Slovaquie. Il a disputé le Championnat d'Europe de football 2004.
Jiránek participe à la coupe du monde 2006 avec l'équipe de Tchéquie.

## Palmarès
- Slovan Liberec
  - Coupe de Tchéquie : 2000

- Spartak Moscou
  - Vice-champion de Russie : 2005, 2006, 2007, 2009

- Birmingham City
  - League Cup : 2011